# Biserica de lemn din Săud

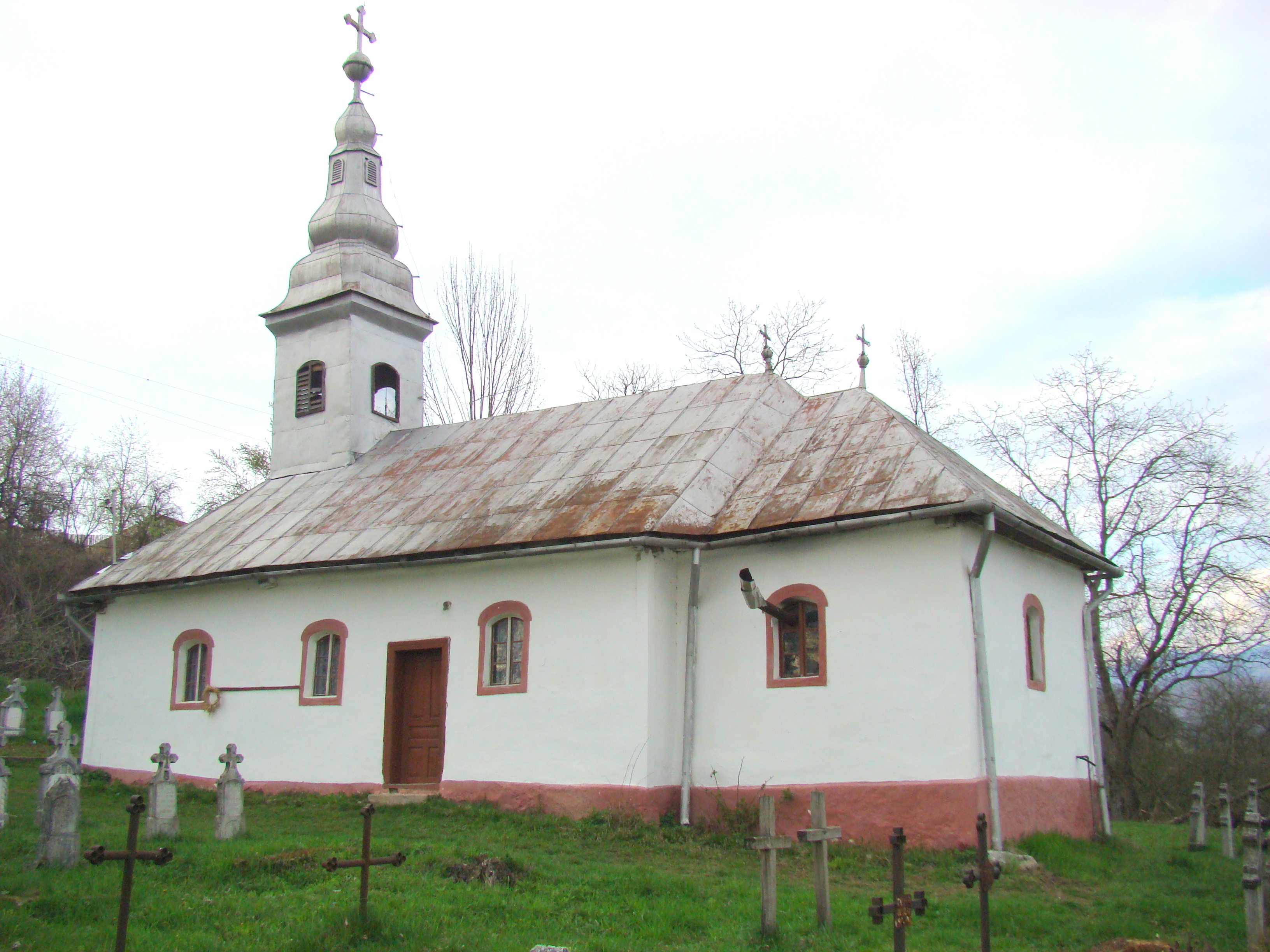
Biserica de lemn din Săud, comuna Bunteşti, județul Bihor, foto: aprilie 2010.

Biserica de lemn din Săud, comuna Buntești, județul Bihor, datează din secolul XVIII. Are hramul „Sfântul Gheorghe”.

## Imagini din exterior

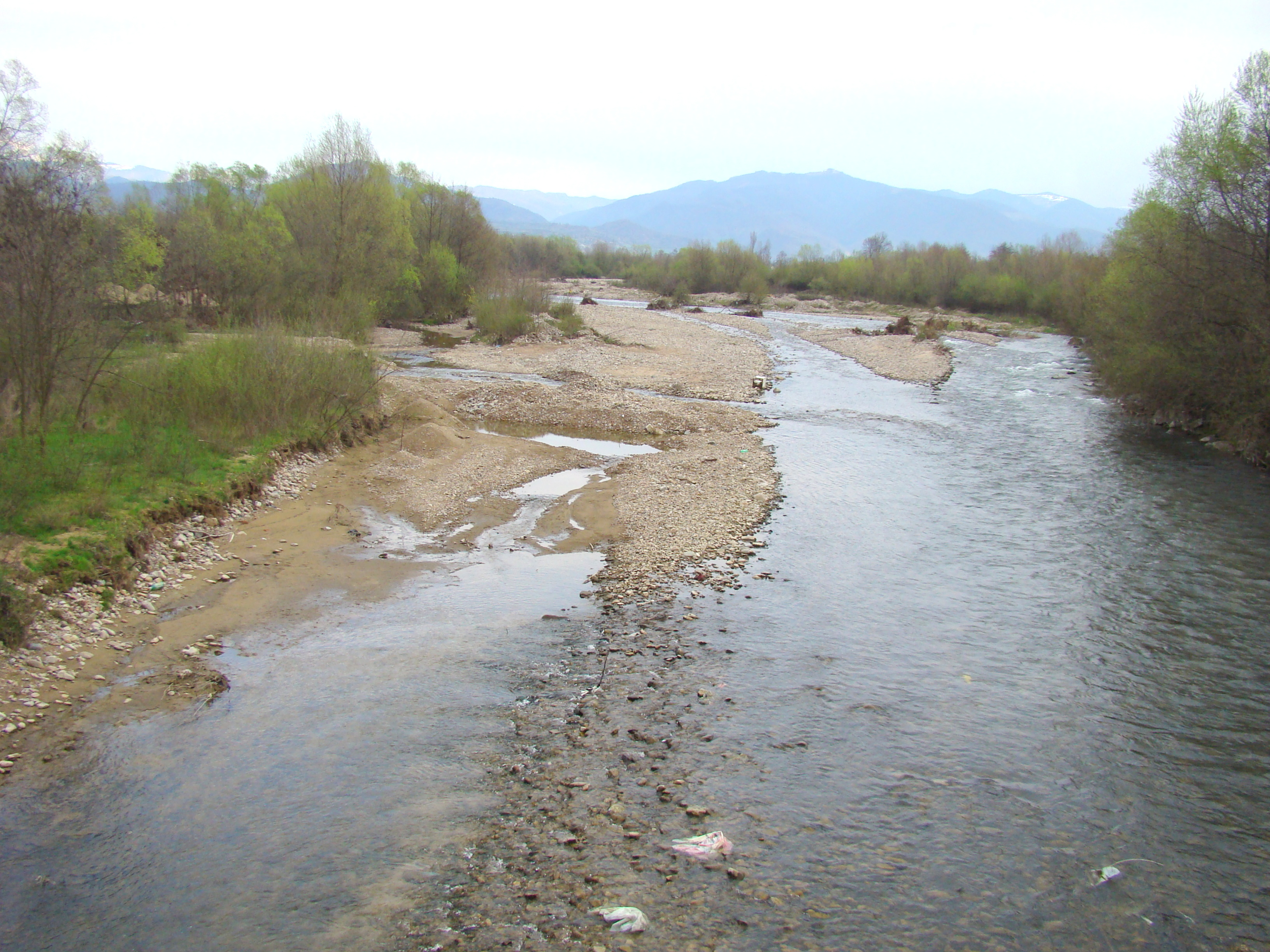
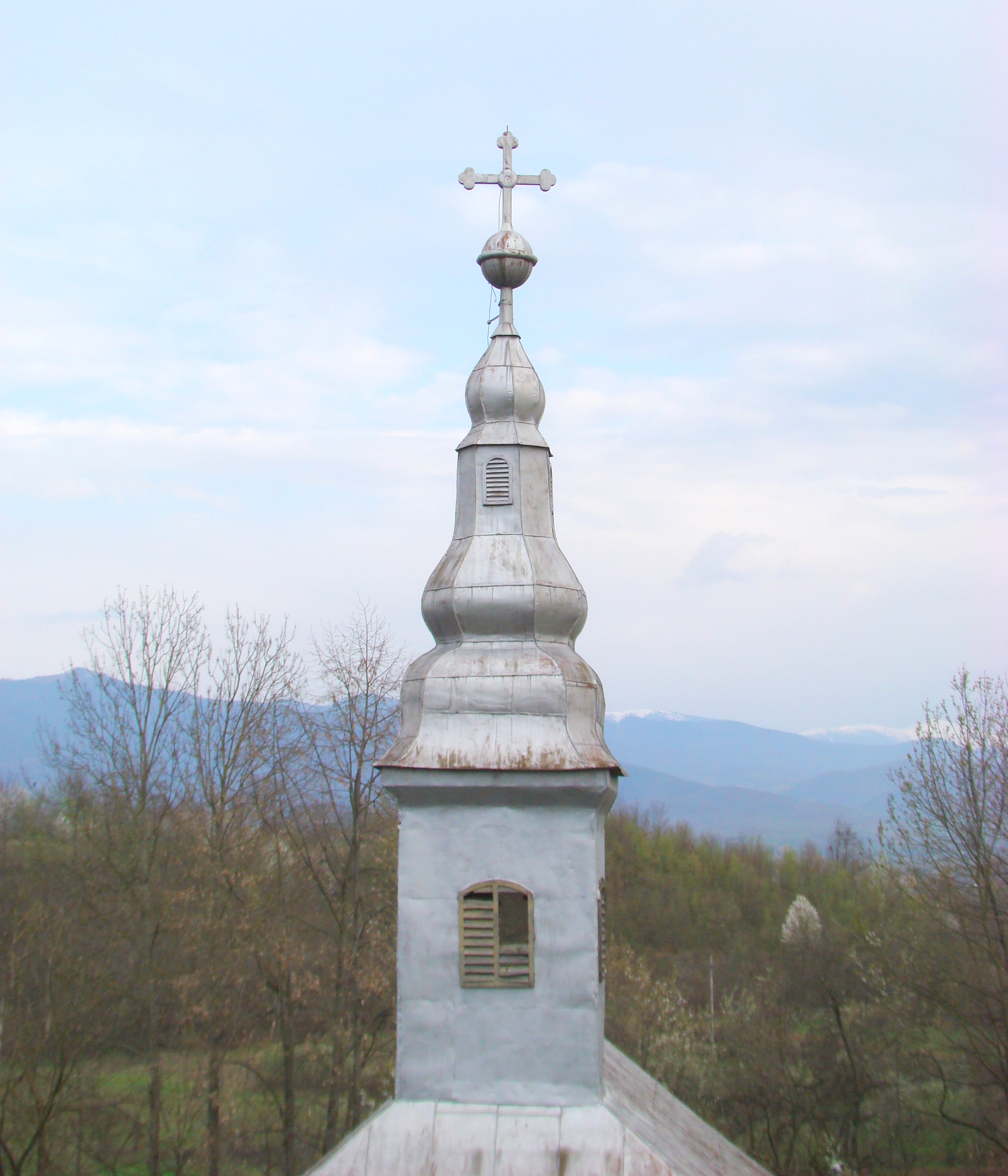
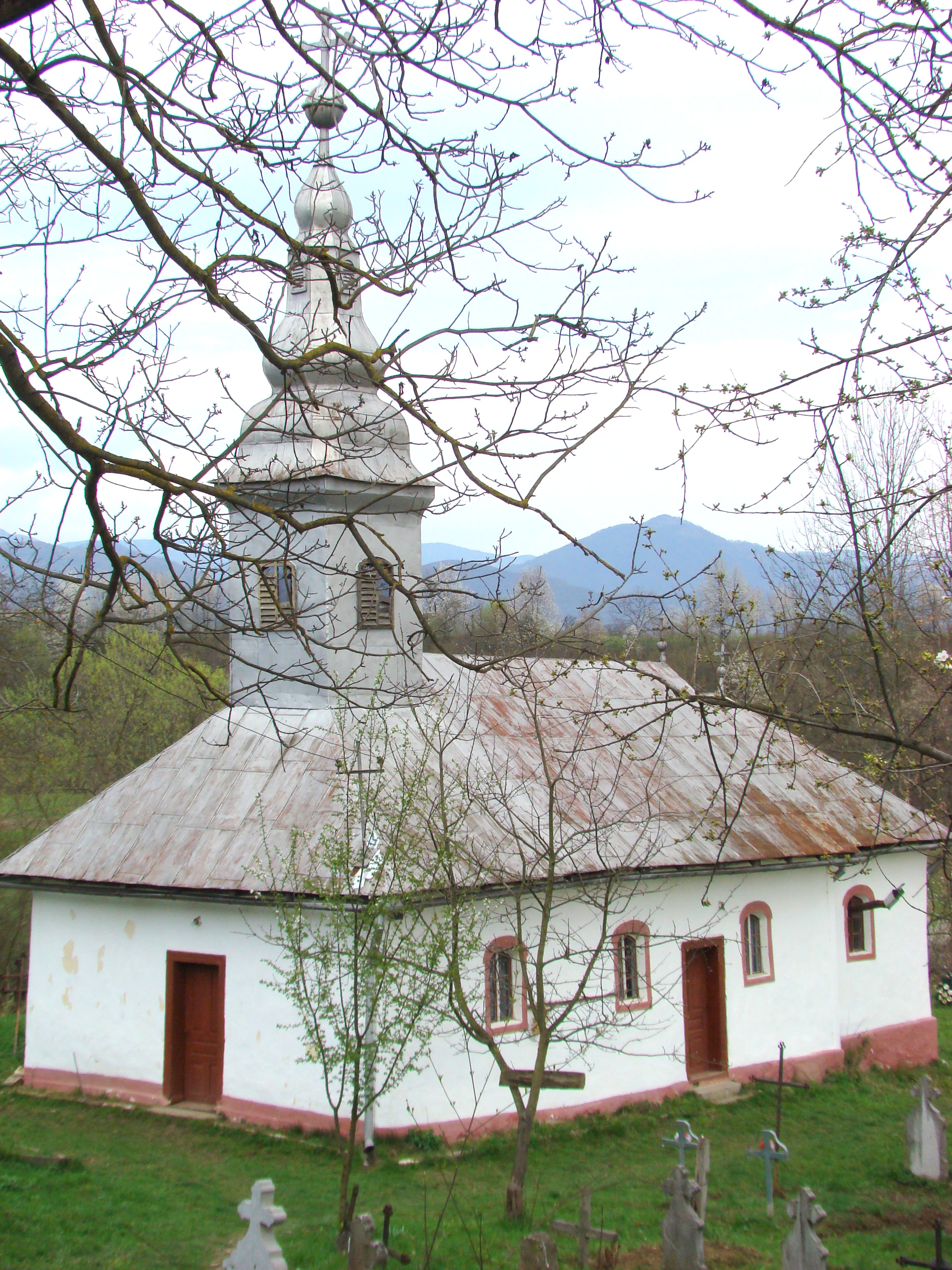
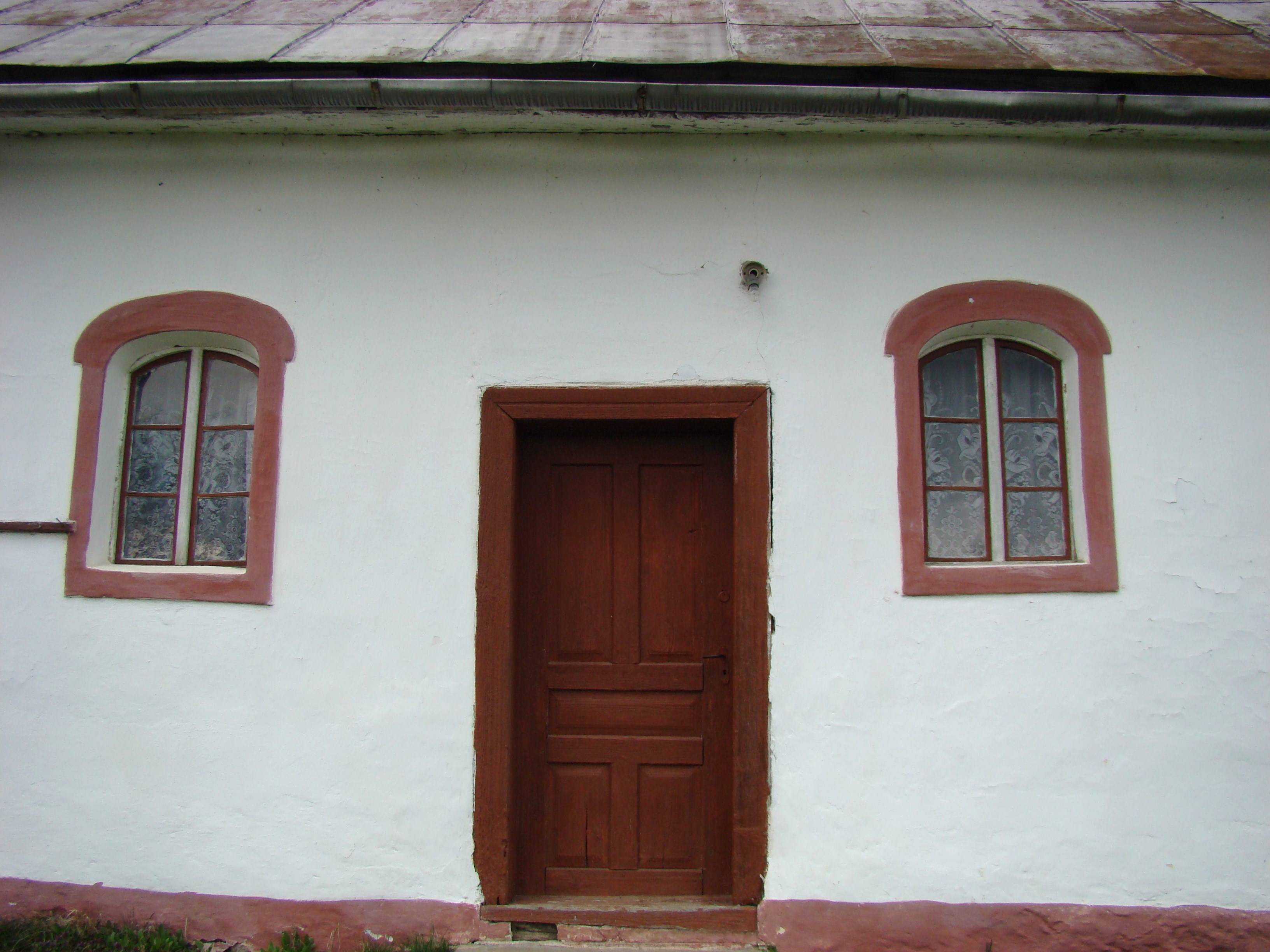
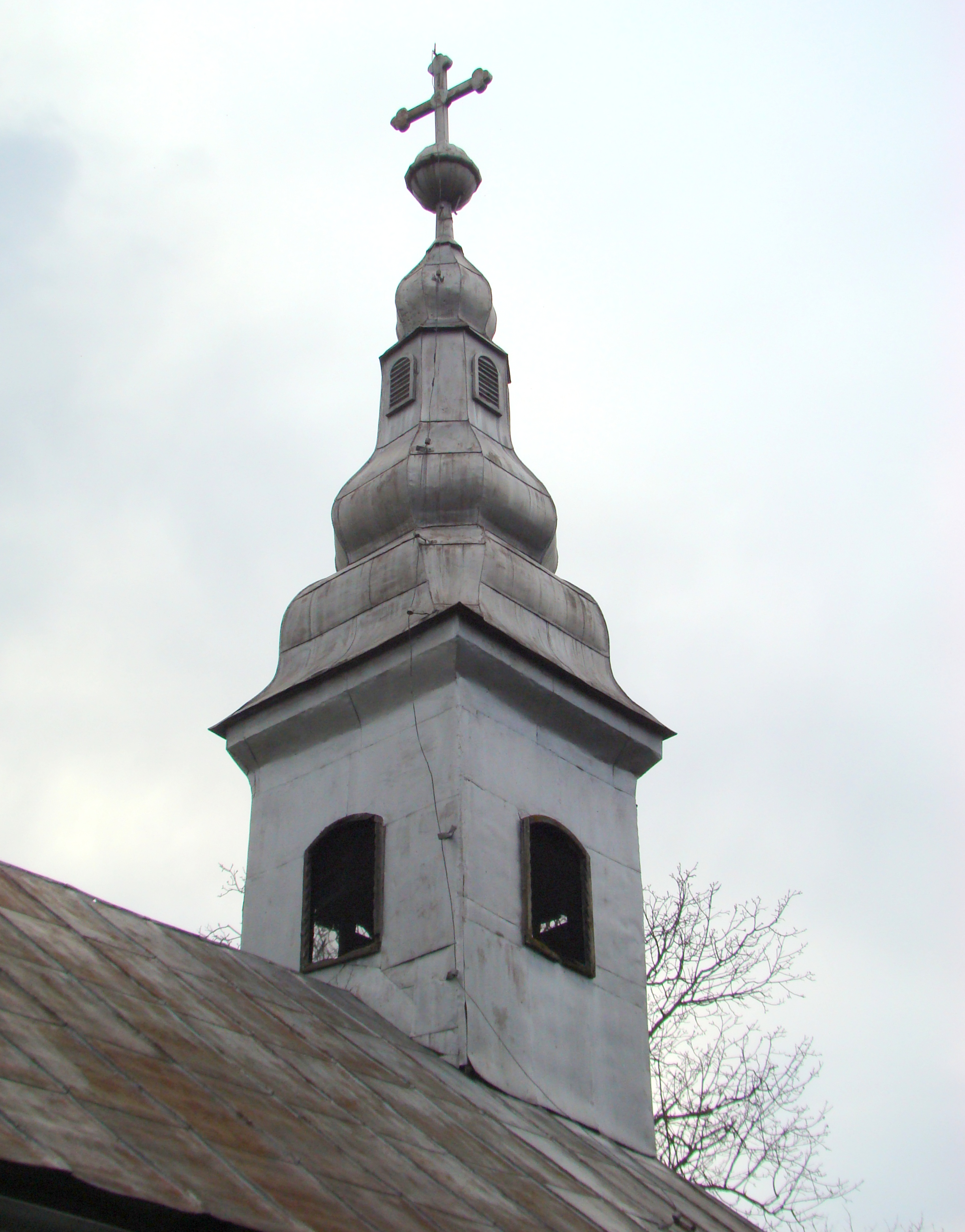
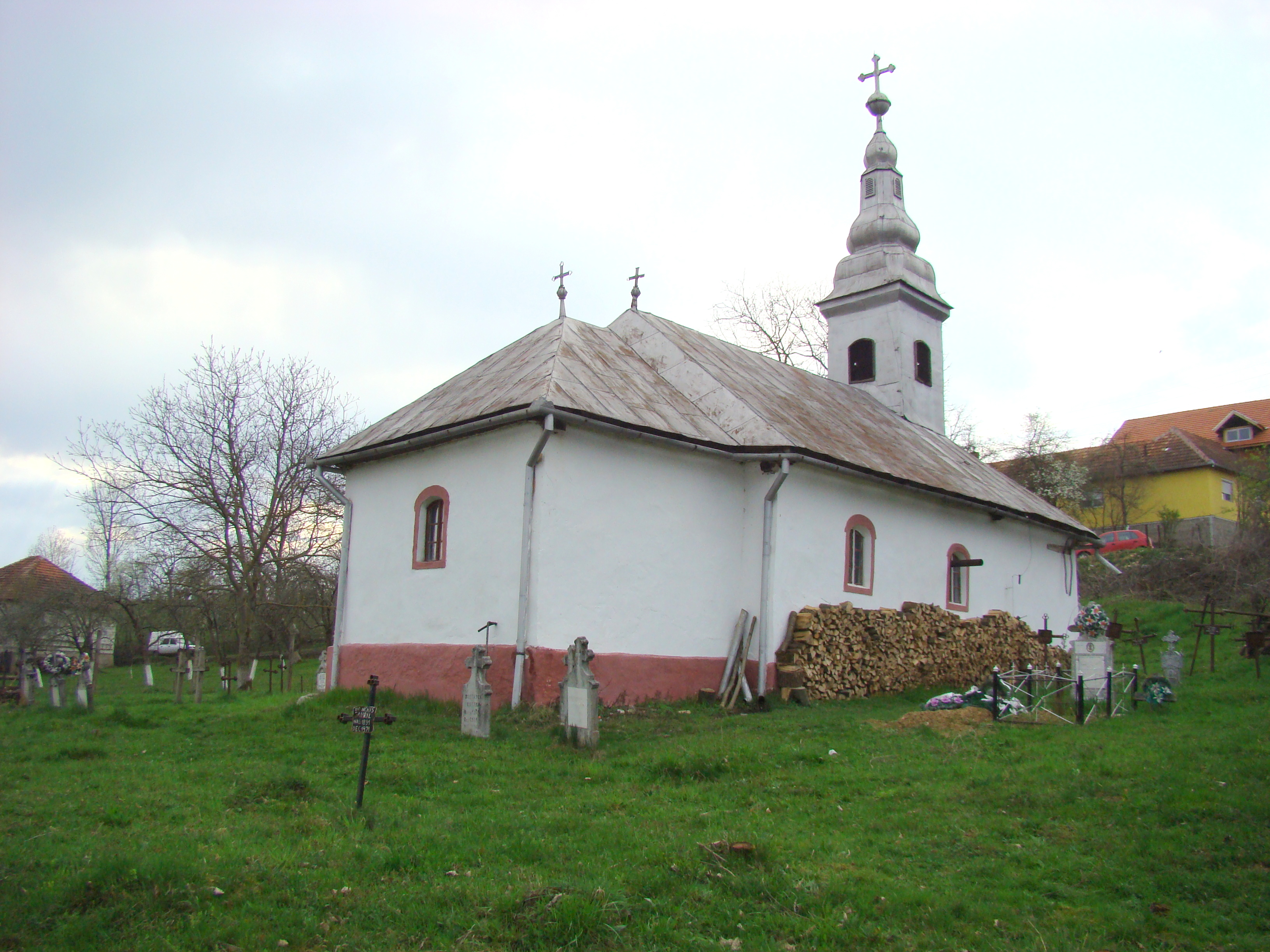
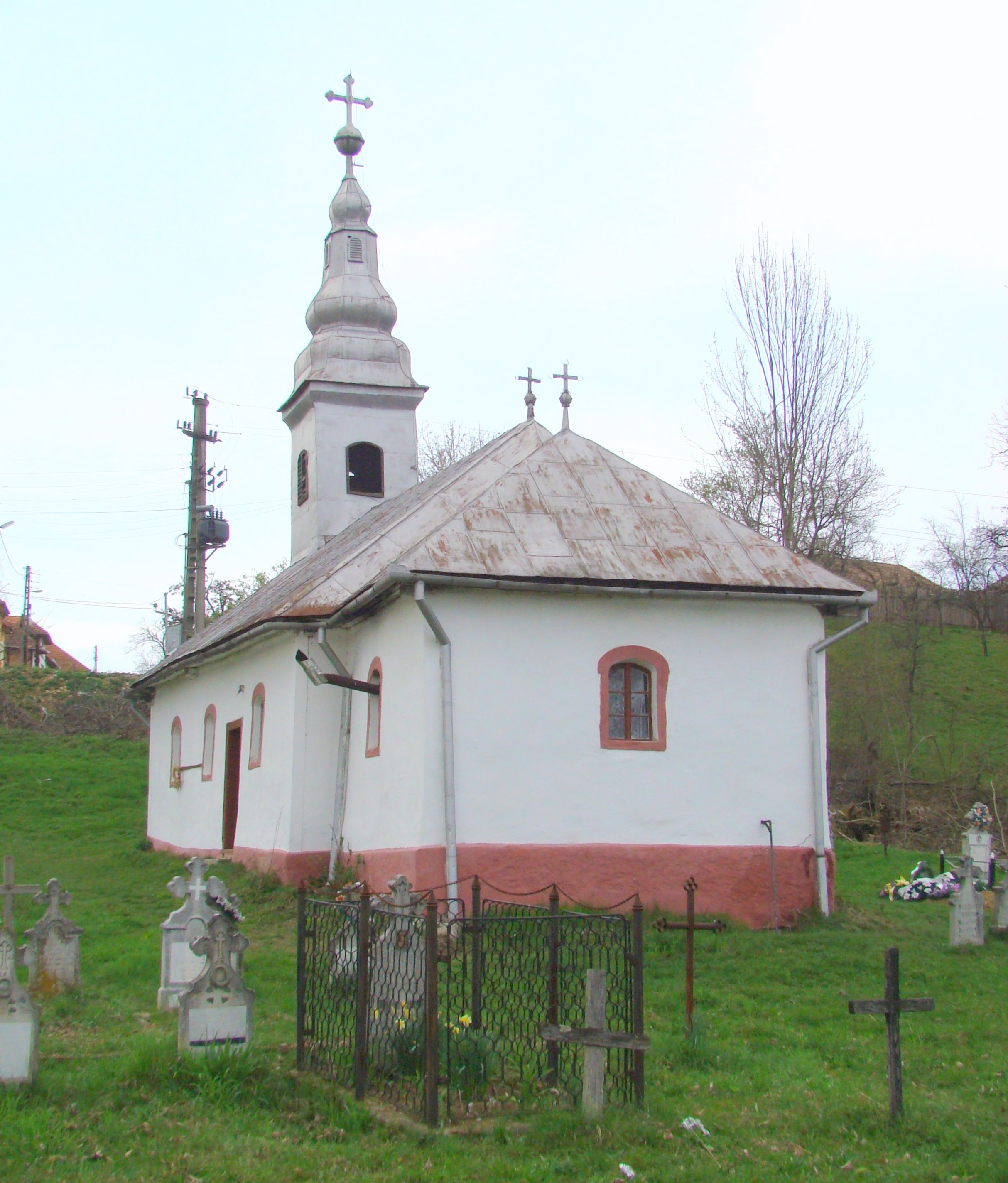
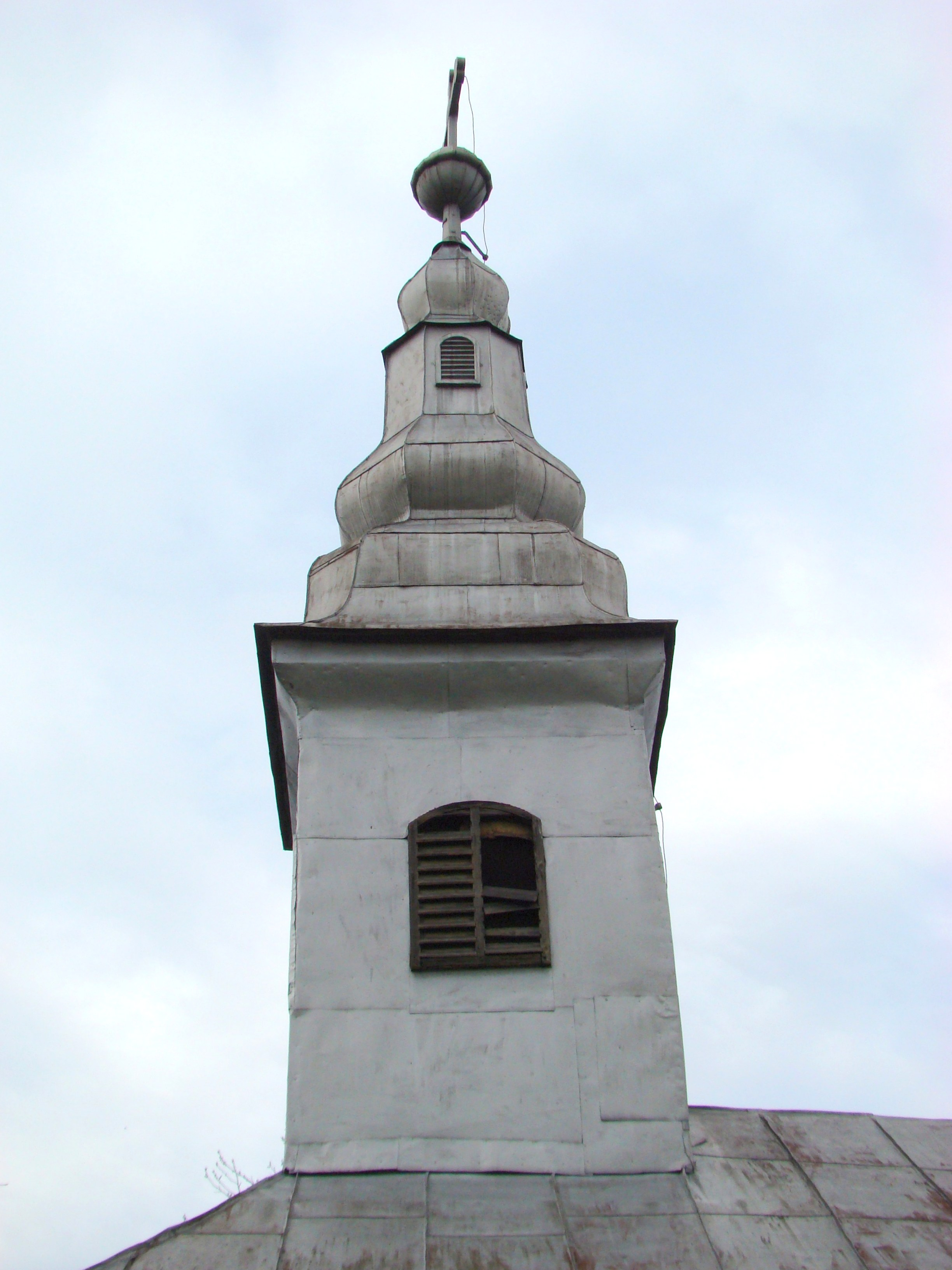
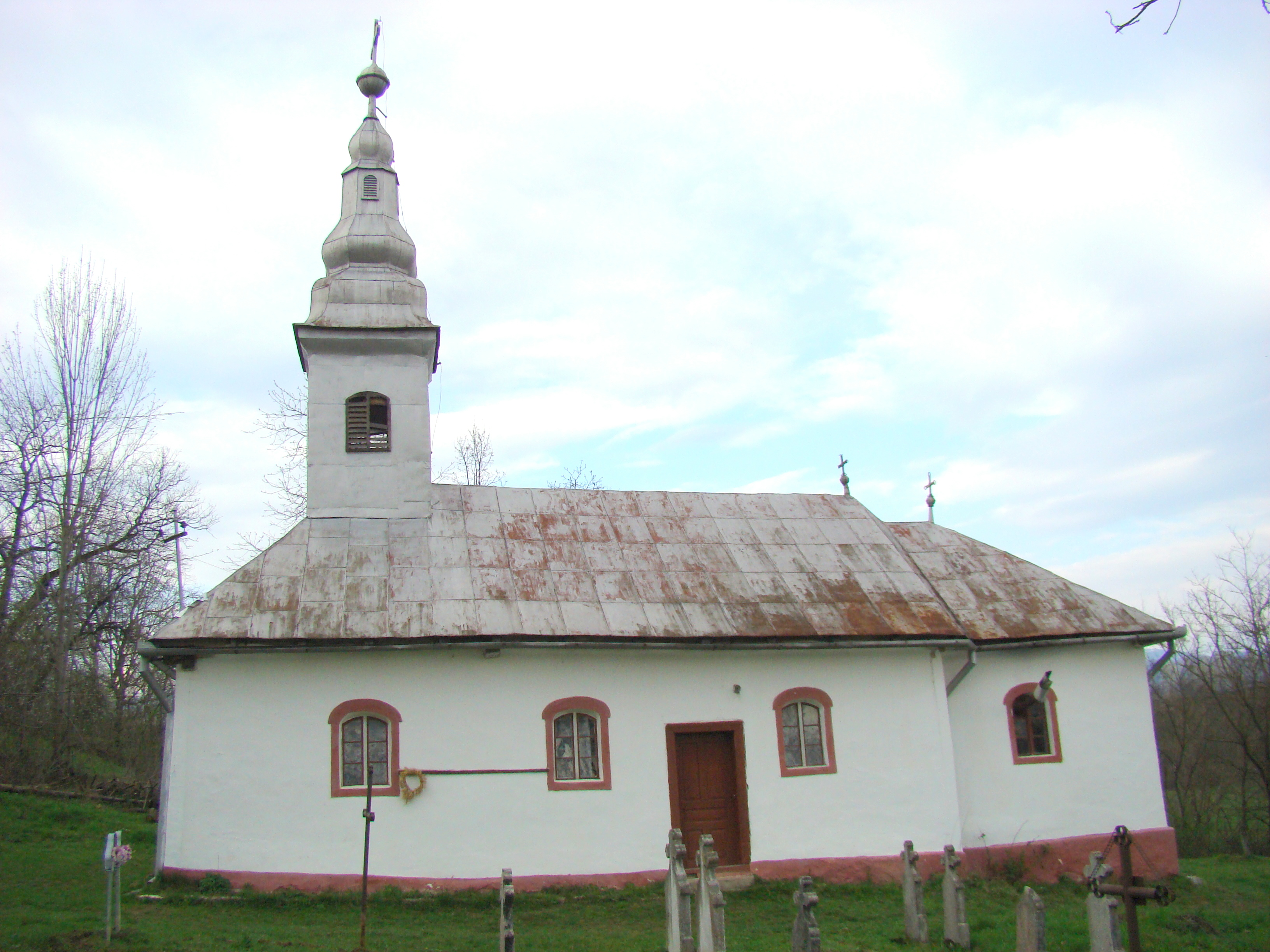
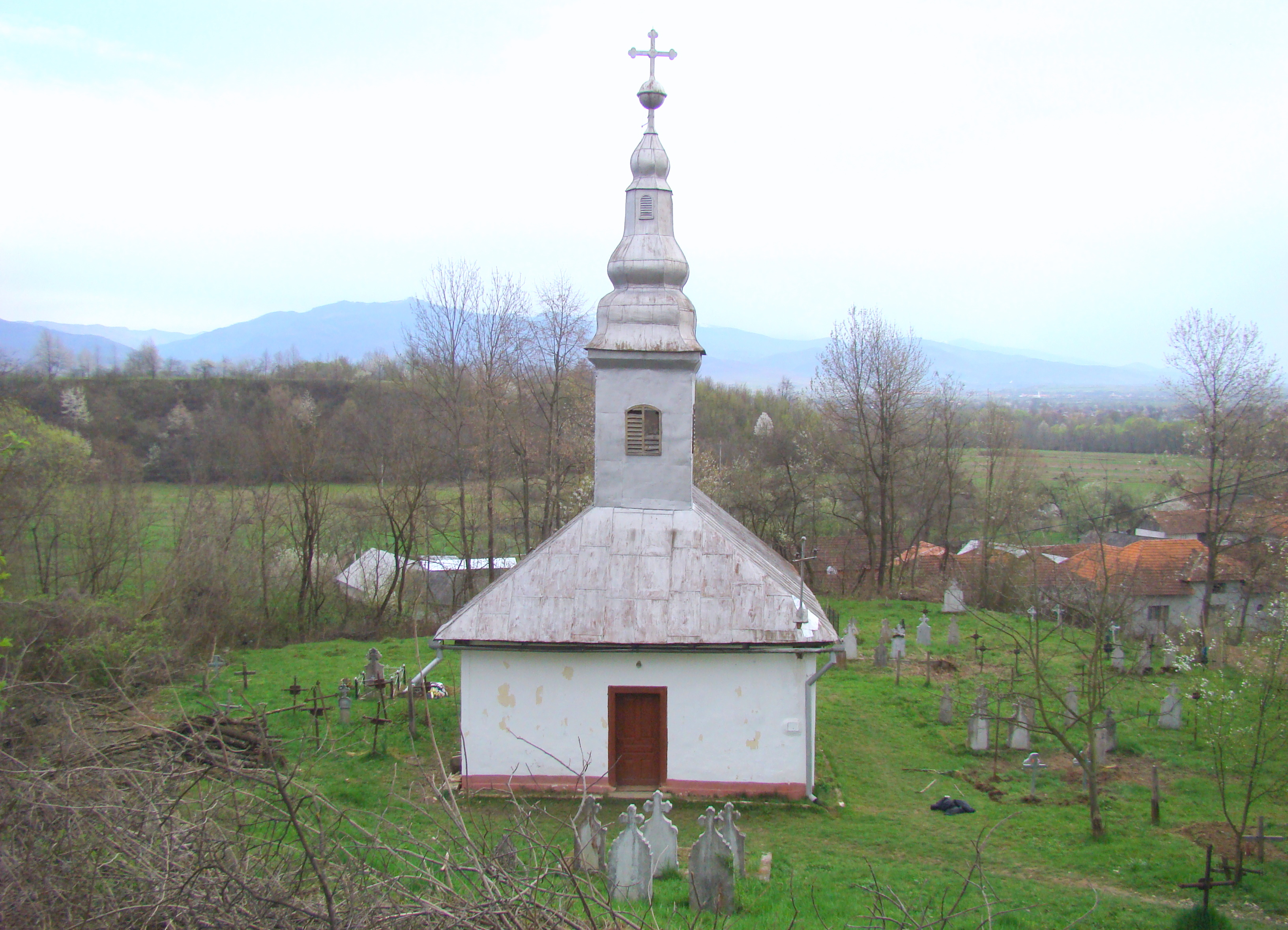